# Wimbledon 1903
De 27e editie van het Britse grandslamtoernooi, Wimbledon 1903, werd gehouden van maandag 22 juni tot en met woensdag 1 juli 1903. Voor de vrouwen was het de 20e editie van het graskampioenschap. Het toernooi werd gespeeld op de toenmalige locatie aan de Worple Road bij de All England Lawn Tennis and Croquet Club in de wijk Wimbledon van de Britse hoofdstad Londen.
Zoals toen gebruikelijk was, speelden de spelers (all comers) om het recht om de titelverdediger uit te dagen in de challenge round.
Titelverdediger Laurence Doherty won van Frank Riseley in de finale.
Titelhoudster Muriel Robb verdedigde haar titel niet waardoor de challenge round verviel. Dorothea Douglass won van Ethel Thomson in de All comers'-finale.
De titelverdedigers Frank Riseley en Sydney Howard Smith verloren van de broers Laurence en Reginald Doherty. De broers Doherty wonnen hun zesde titel.

## Belangrijkste uitslagen
Mannenenkelspel

Challenge-finale: Laurence Doherty (Verenigd Koninkrijk) won van Frank Riseley (Verenigd Koninkrijk) met 7–5, 6–3, 6–0 
Vrouwenenkelspel

All comers'-finale: Dorothea Douglass (Verenigd Koninkrijk) won van Ethel Thomson (Verenigd Koninkrijk) met 4–6, 6–4, 6–2 
Mannendubbelspel

Challenge-finale: Laurence Doherty (Verenigd Koninkrijk) en Reginald Doherty (Verenigd Koninkrijk) wonnen van Frank Riseley (Verenigd Koninkrijk) en Sydney Howard Smith (Verenigd Koninkrijk) 6–4, 6–4, 6–4 
Het vrouwendubbelspel en gemengd dubbelspel werden in 1913 voor het eerst georganiseerd.
Een juniorentoernooi werd voor het eerst in 1947 gespeeld.